# Замбія на Чемпіонаті світу з водних видів спорту 2015
Замбія взяла участь у Чемпіонаті світу з водних видів спорту 2015, який пройшов у Казані (Росія) від 24 липня до 9 серпня.

## Плавання
Замбійські плавці виконали кваліфікаційні нормативи в дисциплінах, які наведено в таблиці (не більш як 2 плавці на одну дисципліну за часом нормативу A, і не більш як 1 плавець на одну дисципліну за часом нормативу B):
Чоловіки
| Спортсмен      | Дисципліна       | Попередній заплив | Попередній заплив | Півфінал        | Півфінал        | Фінал           | Фінал           |
| Спортсмен      | Дисципліна       | Час               | Місце             | Час             | Місце           | Час             | Місце           |
| -------------- | ---------------- | ----------------- | ----------------- | --------------- | --------------- | --------------- | --------------- |
| Алекс Аксіотіс | 50 м брасом      | 30.24             | 55                | Завершив виступ | Завершив виступ | Завершив виступ | Завершив виступ |
| Алекс Аксіотіс | 100 м брасом     | 1:07.29           | 65                | Завершив виступ | Завершив виступ | Завершив виступ | Завершив виступ |
| Ральф Говея    | 50 м батерфляєм  | 25.16             | 46                | Завершив виступ | Завершив виступ | Завершив виступ | Завершив виступ |
| Ральф Говея    | 100 м батерфляєм | 56.34             | 55                | Завершив виступ | Завершив виступ | Завершив виступ | Завершив виступ |

Жінки
| Спортсменка  | Дисципліна           | Попередній заплив | Попередній заплив | Півфінал         | Півфінал         | Фінал            | Фінал            |
| Спортсменка  | Дисципліна           | Час               | Місце             | Час              | Місце            | Час              | Місце            |
| ------------ | -------------------- | ----------------- | ----------------- | ---------------- | ---------------- | ---------------- | ---------------- |
| Джейд Говард | 50 м вільним стилем  | 26.99             | 58                | Завершила виступ | Завершила виступ | Завершила виступ | Завершила виступ |
| Джейд Говард | 100 м вільним стилем | 58.74             | 58                | Завершила виступ | Завершила виступ | Завершила виступ | Завершила виступ |
| Тілка Палджк | 100 м брасом         | 1:17.13           | 55                | Завершила виступ | Завершила виступ | Завершила виступ | Завершила виступ |
| Тілка Палджк | 200 м брасом         | 2:55.98           | 46                | Завершила виступ | Завершила виступ | Завершила виступ | Завершила виступ |

Змішаний
| Спортсмени                                           | Дисципліна                       | Попередній заплив | Попередній заплив | Фінал            | Фінал            |
| Спортсмени                                           | Дисципліна                       | Час               | Місце             | Час              | Місце            |
| ---------------------------------------------------- | -------------------------------- | ----------------- | ----------------- | ---------------- | ---------------- |
| Джейд Говард Алекс Аксіотіс Ральф Говея Тілка Палджк | естафета 4x100 метрів комплексом | 4:14.40           | 20                | Завершили виступ | Завершили виступ |